# Cyrille Duval
 (avril 2025).
Motif : Où sont les sources permettant de démontrer l'admissibilité de cette personne sur Wikipédia ?
- Archive Wikiwix
- Bing
- Cairn
- DuckDuckGo
- E. Universalis
- Gallica
- Google
- G. Books
- G. News
- G. Scholar
- Persée
- Qwant
- (zh) Baidu
- (ru) Yandex
- (wd) trouver des œuvres sur Wikidata

| 1. | Préciser le motif de la pose du bandeau. | Précisez le motif de la pose du bandeau en utilisant la syntaxe suivante : {{admissibilité à vérifier\|date=avril 2025\|motif=remplacez ce texte par le motif}}                    |
| 2. | Informer les utilisateurs concernés.     | Pensez à avertir le créateur de l'article, par exemple, en insérant le code ci-dessous sur sa page de discussion : {{subst:avertissement admissibilité à vérifier\|Cyrille Duval}} |

 (octobre 2021).
Si vous disposez d'ouvrages ou d'articles de référence ou si vous connaissez des sites web de qualité traitant du thème abordé ici, merci de compléter l'article en donnant les références utiles à sa vérifiabilité et en les liant à la section « Notes et références ».
Pour les articles homonymes, voir Duval.
Cyrille Duval est un homme d'affaires et de publicité de presse. Il a été le PDG du groupe Le Point.
Ancien président de Publiprint, régie publicitaire filiale de la Socpresse, Cyrille Duval a d'abord été  nommé président du Point Communication, la régie publicitaire  du newsmagazine et des six titres qui lui sont liés comme  Historia et Lire... (régie codétenue avec Interdeco). Il a remplacé à ce poste  Bernard Wouts, ancien PDG du Point. Cyrille Duval est de même, devenu membre du comité de direction générale du Point. En 2009, il a remplacé au poste de PDG du Point, Franz-Olivier Giesbert, devenu directeur de la publication du titre. Il a pris sa retraite en 2015 et a été remplacé par Olivier Mégean.